# Happy Feet 2
Happy Feet 2 (Happy Feet Two) è un film d'animazione del 2011 diretto da George Miller.
Il film è il sequel di Happy Feet (2006) sempre con George Miller come regista, che come in questo caso era anche tra gli sceneggiatori e tra i produttori.

## Trama
Il pinguino Mambo, dopo aver salvato la propria colonia, ha conquistato il cuore di Gloria; dal loro amore è nato un figlio, Erik, che ha un problema: si rifiuta di danzare. Il padre lo convince a ballare, ma Erik cade a testa in giù in un buco e tutti i pinguini ridono di lui, così per l'imbarazzo si rifugia in una crepa insieme ai suoi due amici Atticus e Boo. Ramon, che si trovava lì, afferma di voler tornare alla sua terra e i tre piccoli pinguini decidono di seguirlo, poi Mambo, quando si accorge che sono scappati, intuisce che probabilmente sono andati dietro a Ramon e parte alla loro ricerca. Intanto, in mare aperto, un piccolo krill di nome Will, stufo di seguire il suo sciame e curioso di scoprire cosa c'è nel mondo, se ne va, seguito, con titubanza, dal suo amico Bill che, al contrario di lui, non vorrebbe allontanarsi dalla sicurezza dello sciame. Una volta fuori, i due minuscoli crostacei scoprono di non essere altro che cibo e Will ha dunque intenzione di evolversi e di scalare la catena alimentare.
Intanto Ramon e i tre piccoli pinguini, con Mambo sulle loro tracce, arrivano nella terra degli Adelia, proprio nel momento in cui Adone sta presentando a pinguini di molte specie Sven, un "pinguino che sa volare", che diventa fonte di ispirazione per Erik, il quale spera di poter imparare anch'esso a volare. Mambo, giunto anche lui alla colonia, trova i piccoli per riportarli indietro, ed Erik, pur rifiutandosi all'inizio, viene convinto dalle parole incoraggianti di Sven a tornare a casa col padre. Sulla via del ritorno, mentre cercano di attraversare un ponte di ghiaccio, la strada gli viene bloccata da Bryan, un grosso ed orgoglioso elefante marino, anche lui di ritorno a casa con i suoi piccoli, che non è intenzionato ad indietreggiare per non venir meno al suo titolo di capospiaggia; alla fine scoppia una baruffa, nella quale il ponte di ghiaccio si rompe, e Bryan cade nel crepaccio sottostante. Nonostante tutto Mambo (rischiando la vita) riesce a salvarlo, e Bryan promette di ricambiare il favore. Mambo e gli altri si accorgono che la loro valle è stata chiusa da un iceberg, che ha bloccato l'unica via d'uscita, intrappolando la colonia che ora rischia di morire di fame. Così Mambo e i piccoli devono andare a pescare per sfamare tutti, e Boo si offre di andare a chiamare il popolo degli Adelia per aiutarli a raccogliere abbastanza pesci.
Mambo, nel mentre, cerca di fare quello che può per sfamare la colonia, ma le cose si complicano con il sopraggiungere in massa degli stercorari, che sabotano i suoi tentativi di portare il pesce dai suoi compagni e mettono in pericolo Erik, Atticus e gli altri giovani pinguini. La situazione però viene salvata da Boo, tornata appena in tempo con gli Adelia e gli altri pinguini, capeggiati da Sven, venuti a dar manforte. Sven dirige la pesca con ottimi risultati, finché non viene avvistata una nave che Adone e Sven riconoscono, poiché tempo prima erano stati salvati da quella nave e curati dai marinai, ma fuggirono dopo che Sven vide gli umani cucinare e mangiare dei polli arrosto (immaginò che anche lui e Adone sarebbero finiti in quel modo); ricordandosene, Sven vola via terrorizzato, Adone invece attira la loro attenzione ballando su un iceberg, facendosi riconoscere dagli umani, che lo seguono e giungono così alla valle dove trovano anche loro i pinguini bloccati e cercano di aiutarli. Tra i pinguini intrappolati ora c'è anche Will, il quale si era separato da Bill per via della continua riluttanza di quest'ultimo e dei loro caratteri ed ideali troppo differenti e subito dopo venne accidentalmente pescato da Sven e portato da questo fino alla colonia degli Imperatore assieme al resto del pescato.
La situazione sembra finalmente volgere a favore dei pinguini, ma improvvisamente, mentre gli uomini stanno scavando un passaggio, sopraggiunge una bufera di neve che li costringe a tornare alla nave. Finito il mal tempo le cose peggiorano di nuovo: gli umani sono andati via e il freddo ha ghiacciato il mare, aumentando la distanza dalla colonia e rendendo le operazioni di pesca impraticabili.
Erik implora allora Sven di insegnare a volare ai pinguini, ma il tentativo fallisce, e Sven confessa che lui in realtà non è un pinguino ma una pulcinella di mare, gettando un'ombra di sconforto in tutti i pinguini che prima lo ammiravano, incluso soprattutto Erik. A questo punto tutte le speranze sembrano perdute, ma improvvisamente Mambo inizia a ballare, seguito poco alla volta anche da tutti gli altri pinguini, per smuovere la neve accumulata durante la bufera e creare un enorme cumulo nella valle per far salire i pinguini intrappolati lì sotto. Durante la danza però, una lastra di ghiaccio su cui si trova Erik, Adone ed alcuni pinguini frana improvvisamente, Mambo corre a salvare il figlio, che resta appeso assieme ad Adone ad un filo della maglia di questi, e ci riesce, ma nel farlo si sloga un piede. Durante il crollo, un pezzo dall'Iceberg abbastanza grosso resta in bilico e i pinguini rimasti sopra decidono di sfruttare la pressione provocata dal flusso della neve smossa per farlo crollare, ma a causa della sua ferita Mambo non riesce a dare il ritmo agli altri pinguini e Sven, in un atto di redenzione, si offre di prendere il suo posto. Vedendoli ballare in lontananza, uno sconfortato Will viene affascinato da questa nuova cosa e si mette a danzare con entusiasmo anche lui, poco dopo però cade in una crepa nel ghiaccio e finisce di nuovo in mare, solo e nuovamente affranto, ma all'improvviso si ricongiunge con Bill e il resto del suo sciame che si erano nascosti lì sotto dopo che Bill era tornato da loro per raccontare le cose che avevano scoperto i due coraggiosi crostacei sul fatto che erano cibo per tutti gli animali marini e che, come aveva detto Will, dovranno evolversi se vogliono sopravvivere.
Intanto, sopra il ghiaccio, poiché i pinguini non sono abbastanza, Mambo va con Erik alla spiaggia degli elefanti marini a chiedere l'aiuto di Bryan, che inizialmente viene meno alla sua promessa per via della richiesta ridicola di Mambo di "ballare", ma viene addolcito da una canzone di Erik, e si reca alla colonia assieme al suo branco per aiutare i compagni di Mambo. Mentre tutti danzano per smuovere quanta più neve possibile, Will li sente e mostra la sua nuova scoperta a Bill e a tutti i suoi compagni che si mettono a danzare allegramente anche loro a testa in giù sotto la superficie del ghiaccio. Unendo le forze, i pinguini e gli elefanti marini, forse aiutati inconsciamente anche dall'immenso sciame di krill sottostante, fanno così franare l'Iceberg, che forma un ponte su cui i pinguini imperatore possono finalmente uscire dalla valle e la colonia è salva.

## Personaggi
- Mambo, il pinguino imperatore protagonista del film precedente, ha ora un figlio, Erik, ed è sposato con Gloria. È un ottimo ballerino.
- Erik è il figlio di Mambo e di Gloria. Spesso è timido e riservato. Si ritrova a scappare dalla sua terra, anche se poi viene riportato a casa da Mambo. Durante la fuga incontra Sven e vedendolo volare, Erik sogna di essere come lui. Dopo aver saputo che lui non è un pinguino, si accetta com'è e scopre di avere una bella voce (ereditata dalla madre).
- Gloria, compagna di Mambo e madre di Erik, ottima cantante.
- Boo e Atticus, due pulcini di pinguino, amici di Erik.
- Sven, una pulcinella di mare dai ciuffi che si finge un pinguino.
- Ramon, un pinguino di Adelia, amico di Mambo.
- Carmen, una femmina di pinguino di Adelia della quale Ramon si innamora perdutamente e che alla fine conquisterà.
- Bryan, un Elefante marino.
- Noè l'anziano, il capo di pinguini imperatore. Nel film precedente era l'antagonista principale, ma stavolta il suo ruolo di leader diventa quasi fondamentale per placare le situazioni di panico.
- Adone, Il Guru, un pinguino saltarocce.
- Bill e Will, due gamberetti krill che hanno un ruolo comico, le cui vicende s'intrecciano con la storia principale.

## Distribuzione
Il primo teaser trailer originale è stato mandato sul web il 25 maggio 2011.. Il primo trailer integrale originale è stato invece mandato sul web il 26 luglio 2011.
Il film d'animazione è uscito nelle sale cinematografiche negli Stati Uniti d'America il 17 novembre 2011, mentre in quelle italiane 8 giorni dopo, ovvero il 25 novembre 2011.

### Edizione italiana
Molti dei doppiatori italiani che avevano lavorato al primo film sono stati sostituiti da personalità del mondo dello spettacolo, per la maggior parte estranee al doppiaggio: Mambo, doppiato da Stefano Crescentini nel primo film, nel secondo ha la voce di Giuseppe Fiorello; Domitilla D'amico, che aveva doppiato Gloria nel primo film, è rimpiazzata nel ruolo dalla cantante Nathalie; Massimo Corvo, che aveva doppiato Adone nel primo film, è sostituito da Pierfrancesco Favino. Uno dei pochi doppiatori del primo film ad essere tornati è Massimo Lopez, che dà nuovamente la voce a Ramon.

## Riconoscimenti
- 2011 - Satellite Award
  - Candidatura Miglior canzone originale (Bridge of Light) a P!nk e Billy Mann
- 2011 - San Diego Film Critics Society Awards
  - Candidatura Miglior film di animazione
- 2012 - Central Ohio Film Critics Association Awards
  - Candidatura Attore dell'anno a Brad Pitt
- 2012 - Artios Award
  - Miglior casting per un film d'animazione a Kristy Carlson
- 2012 - Asia Pacific Screen Awards
  - Candidatura Miglior film d'animazione a Doug Mitchell, George Miller, Bill Miller e Martin Wood
- 2011 - Houston Film Critics Society
  - Candidatura Miglior film d'animazione
- 2013 - Australian Cinematographers Society
  - Miglior fotografia virtuale a David Peers e David Dulac
- 2012 - Australian Screen Sound Guild
  - Candidatura Miglior suono per design cinematografico
  - Candidatura Miglior montaggio sonoro
  - Candidatura Miglior design cinematografico
  - Candidatura Colonna sonora dell'anno a Wayne Pashley
- 2012 - Guild of Music Supervisors Awards
  - Miglior supervisione della colonna sonora di un trailer a Jordan Silverberg